# Kontinentalitätsgrad
Der Kontinentalitätsgrad ist eine errechnete Größe, die die Einschätzung und den Vergleich der jährlichen Temperaturschwankungen von örtlichen Klimaten der Außertropen – demnach der Kontinentalität eines Ortes – ermöglicht. Die Festlegung bestimmter Bereiche solcher Kontinentalitätsgrade führt zu entsprechenden Kontinentalitätsstufen.
Man unterscheidet verschiedene Formeln zur Berechnung des Kontinentalitätsgrades, wobei empirisch ermittelte Daten einer klimatischen Normalperiode herangezogen werden.

## Kontinentalitätsgrad nach Schrepfer (1925)
Eine einfache Formel, die Tórshavn auf den Färöern den Wert 0 (Seeklima) und Werchojansk den Wert 100 (Kontinentalklima) zuweist, wurde 1925 von dem deutschen Geographen Hans Schrepfer aufgestellt:
{\displaystyle K={\frac {800}{7}}\cdot {\frac {A}{\varphi }}-14}
A ist dabei die Jahresamplitude der Temperatur des Ortes, also der Unterschied zwischen der höchsten und niedrigsten Durchschnittstemperatur, {\displaystyle \varphi } ist die geographische Breite. Die Formel funktioniert gut für Europa, wird aber in der Nähe des Äquators unbrauchbar, da die Werte gegen unendlich streben.

## Kontinentalitätsgrad nach Gorczynski (1920) und Conrad und Pollak (1950)
Eine andere Formel wurde einige Jahre vorher von Wladislaw Gorczynski angegeben. Hier wird statt der geographischen Breite ihr Sinus verwendet:
{\displaystyle K=1{,}6\cdot {\frac {A}{\sin \varphi }}-14}
A ist wieder die Jahresamplitude der Temperatur des Ortes, {\displaystyle \varphi } seine geographische Breite. Auch hier wird der Wert am Äquator unendlich, für Tórshavn ergibt sich ein negativer Wert. Um beides zu vermeiden, wurde die Formel von Victor Conrad und Leo Wenzel Pollak 1950 abgewandelt:
{\displaystyle K=1{,}7\cdot {\frac {A}{\sin(\varphi +10)}}-14}

## Vereinfachter Kontinentalitäts-Index nach Iwanow (1956)
Eine besonders einfache Formel stammt von N. Iwanow:
{\displaystyle K=260\cdot {\frac {A}{\varphi }}}
Auch hier ist A die Jahresamplitude der Temperatur des Ortes, {\displaystyle \varphi } seine geographische Breite. Im Gegensatz zu den anderen Indizes liegen die Werte hier nicht zwischen 0 und 100, sondern sie werden wie folgt interpretiert:
- K < 100: ozeanisch bzw. maritim
- 100 < K < 200: kontinental
- K > 200: hochkontinental

## Verbesserter Kontinentalitäts-Index nach Iwanow (1959)
Ebenfalls von N. Iwanow stammt folgende etwas kompliziertere Formel:
{\displaystyle K={\frac {A_{J}+A_{T}+0{,}25D_{F}}{0{,}36\varphi +14}}\cdot 100}
In dieser Formel bedeutet {\displaystyle A_{J}} die Jahresamplitude der Temperatur des Ortes, {\displaystyle A_{T}} die Tagesamplitude der Temperatur, was insbesondere in den Tropen ein aussagekräftigerer Parameter ist als die kleine Jahresamplitude, {\displaystyle D_{F}} steht für das Sättigungsdefizit. Wie bei der vereinfachten Formel steht 100 für ein weder ausgeprägt maritimes noch kontinentales Klima. Die Extreme werden mit 37 bei der Macquarieinsel südlich von Neuseeland und mit 250 bis 260 in Zentralasien und der zentralen Sahara erreicht. {\displaystyle \varphi } ist wie oben die geographische Breite des Ortes.